# Eridacnis
Eridacnis (Synonym: Neotriakis Smith, 1957) ist eine Gattung kleiner Haie aus der Familie Proscylliidae in der Ordnung der Grundhaie (Carcharhiniformes), die in der Karibik und im tropischen Indopazifik von der Ostküste Afrikas im Westen bis zu den Philippinen im Osten vorkommt.

## Merkmale
Eridacnis-Arten haben einen schlanken Körper und werden 24 cm bis 2 Meter lang. Der Kopf ist von oben oder unten gesehen glockenförmig. Die präorale Schnauzenlänge beträgt weniger als etwa 2/3 der Breite des Maules. Die vorderen Nasenöffnungen sind klein. Ihr Hinterrand liegt deutlich vor dem Maul. Das Innere des Maules und die Ränder der Kiemenbögen sind mit Papillen besetzt. Der Ansatz der ersten Rückenflosse kann vor oder leicht hinter den hinteren Spitzen der Brustflossen liegen. Die Basis der ersten Rückenflosse liegt näher an der Bauchflossenbasis als an den Brustflossenbasis. Die Afterflosse liegt fast direkt unterhalb der zweiten Rückenflosse, ihr Beginn kann aber auch leicht vor oder hinter dem Ansatz der zweiten Rückenflosse liegen. Die Schwanzflosse ist lang, sehr schmal und bandartig. Der obere Rand der Schwanzflosse hat eine Länge von 25 bis 30 % der Gesamtlänge der Fische. Abgesehen von senkrechten Streifen auf der Schwanzflosse sind sie einfarbig.

## Arten
Die Gattung besteht aus drei Arten.
- Eridacnis barbouri (Bigelow & Schroeder, 1944)
- Eridacnis radcliffei Smith, 1913
- Eridacnis sinuans (Smith, 1957)